# Lawrence Stevens
Lawrence Stevens (ur. 25 lutego 1913 w Johannesburgu, zm. 17 sierpnia 1989 w Durbanie) – południowoafrykański bokser, mistrz olimpijski.
Zdobył srebrny medal w wadze piórkowej na igrzyskach Imperium Brytyjskiego w 1930 w Hamilton, po porażce w finale z Freddiem Meachemem z Anglii.
Zwyciężył w wadze lekkiej na igrzyskach olimpijskich w 1932 w Los Angeles po pokonaniu w finale Thurego Ahlqvista ze Szwecji.